# Barry Orton
Randal Barry Orton (Amarillo (Texas), 28 mei 1958 - Kansas City), 19 maart 2021) was een Amerikaans professioneel worstelaar. Hij was actief in het National Wrestling Alliance (NWA) en World Wrestling Federation (WWF) onder ring naam Barry O of Barrymore Barlow.
Hij was de zoon van Bob Orton Sr. en Rita Orton, broer van "Cowboy" Bob Orton en Rhonda Orton en de oom van Randy Orton.

## Kampioenschappen en prestaties
- International Championship Wrestling
  - ICW Southeastern Tag Team Championship (1 keer met "Cowboy" Bob Orton)

- National Wrestling Alliance
  - NWA Americas Tag Team Championship

- Andere titels
  - WOW World Heavyweight Championship
  - IWF Heavyweight Championship